# Nümbrecht
Nümbrecht é um município da Alemanha, localizado no distrito de Oberbergischer Kreis, Renânia do Norte-Vestfália.